# Колхидские тропические леса и водно-болотные угодья
Лесные и водно-болотные угодья Колхиды являются объектом Всемирного наследия ЮНЕСКО в Грузии, который включает в себя части Колхидской низменности вдоль примерно 80 км побережья Чёрного моря в западной Грузии. Регион был включен в список ЮНЕСКО 26 июля 2021 года, став первым объектом в Грузии, который был добавлен в список за свои природные характеристики. Сайт ЮНЕСКО содержит подробный список лесов и водно-болотных экосистем, в которых обитает множество видов, находящихся под угрозой исчезновения.

## Описание
Объект Всемирного наследия включает в себя ряд экосистем, таких как колхидские леса на высотах от уровня моря до более чем 2 500 метров над ним, а также влажные субтропические водно-болотные угодья и болота разных типов. В общей сложности данный природоохранный объект состоит из семи частей — Кинтриши-Мтирала и Испани в Аджарии, Григолети и Имнати в Гурии, а также Пицхора, Набада и Чурия в Самегрело-Земо-Сванети. Они находятся в ведении Грузии как части национального парка Колхети, заповедника строгого oхранного режима Кинтриши, охраняемых территорий Кобулети и национального парка Мтирала. Общая площадь участка составляет 31 253 га, буферная зона достигает 26 850 га

## География и климат

равнинные леса Колхиды

Колхидская низменность чрезвычайно хорошо увлажнена в течение всего года, количество осадков в некоторых районах превышает 4 метра в год. Это результат действия своеобразной продувной воронки, образовавшейся между Большим Кавказом, Малым Кавказом и хребтом Лихи, который задерживает влагу вдоль Чёрного моря. Низменность представляет собой постепенно понижающийся и расширяющийся к западу конус, который, возможно, возник в позднем эоцене или на границе олигоцена и миоцена. Он омывается многими реками, крупнейшей из которых является Риони.

## Экология
Эвксинско–колхидские леса занимают южный берег Чёрного моря. На территории этого субтропического рефугиума находятся реликтовые леса, пережившие ледниковые циклы во время четвертичных ледниковых периодов. Субтропические леса Колхиды являются одними из старейших широколиственных лесов всей Западной Евразии. В качестве рефугиума в плиоцене процессы эволюции и видообразования продолжались относительно непрерывно. В результате регион включает в себя очень разнообразную флору и фауну с большим количеством эндемичных и реликтовых видов. На территории произрастает около 1100 видов сосудистых и несосудистых растений, в том числе 44 вида, находящиеся под угрозой исчезновения. Среди этих видов растений — кавказский грецкий орех, эндемичный колхидский плющ и находящийся под угрозой исчезновения понтийский дуб.
На территории также было обнаружено около 500 видов позвоночных животных, более 300 видов птиц, 67 видов млекопитающих, 55 видов рыб, 15 рептилий и 10 амфибий. Регион является ключевой остановкой для многих находящихся под угрозой исчезновения хищных птиц, таких как орлан-сапожник, которые мигрируют через Батумское горлышко. Кроме того, он обеспечивает среду обитания для многих видов водно-болотных птиц, включая большую поганку. Виды земноводных, наблюдаемые на участке, включают уязвимую кавказскую саламандру, а также 4 вида ящериц рода Darevskia, которые были обнаружены на территории охраняемых территорий. Охраняемые территории, составляющие объект Всемирного наследия, также являются одними из последних оставшихся мест обитания для видов, находящихся под угрозой исчезновения, в том числе осетровых: белуг и черноморского осетра, (Acipenser colchicus).